# Léon de Robiano
Léon de Robiano, né à Bruxelles le 8 mars 1783 et mort à Braine-le-Château le 21 février 1837, est un homme politique belge.

## Fonctions et mandats
- Membre du Sénat belge : 1870-1878, 1888-1892

## Sources
- Le parlement belge 1831 - 1894: données biographiques, Académie Royale de Belgique, Commission de la Biographie Nationale, 1996 (ISBN 978-2-8031-0140-5)
- Oscar COOMANS DE BRACHÈNE, État présent de la noblesse belge, Annuaire 1997, Brussel, 1997